# Amstelveenseweg
Amstelveenseweg – stacja metra w Amsterdamie, położona na linii 50 (zielonej). Została otwarta 28 maja 1997. Stacja znajduje się na południu miasta i obsługuje wiele biur, Centrum Medyczne VU i Stadion Olimpijski.